# كارول ماكان
كارول ماكان (بالإنجليزية: Carole McCann)‏ هي أكاديمية أمريكية، ولدت في 1955.